# Filmografia di Looney Tunes e Merrie Melodies
Questo è un elenco dei cortometraggi, lungometraggi, programmi e special televisivi nelle serie Looney Tunes e Merrie Melodies della Warner Bros., dal 1930 a oggi. Complessivamente, 1.003 cortometraggi animati cinematografici vennero distribuiti sotto le insegne Looney Tunes e Merrie Melodies dagli anni '30 agli anni '60, di cui 1000 della serie ufficiale e i due cortometraggi di Wile E. Coyote & Road Runner ottenuti dalle scene ri-editate del pilota della serie televisiva mai realizzata "Adventures of the Road Runner". Dagli inizi ai giorni nostri, sono stati creati 1.042 cortometraggi.

## Cortometraggi
| Data          | Nº corti prodotti                  |
| ------------- | ---------------------------------- |
| Anni '30      | 270                                |
| Anni '40      | 307                                |
| Anni '50      | 278                                |
| Anni '60      | 145+2                              |
| Anni '80-oggi | 17 cinematografici e 22 televisivi |